# Phragmidiella africana
Phragmidiella africana är en svampart som beskrevs av Cummins 1952. Phragmidiella africana ingår i släktet Phragmidiella och familjen Phakopsoraceae.   Inga underarter finns listade i Catalogue of Life.